# 方闻
方闻（英語：Wen C. Fong，1930年—2018年10月3日），美国华人艺术史学家，普林斯顿大学教授。

## 生平
1930年出生于上海市，祖籍浙江仙居。从小跟随书法家李瑞清之侄李健学习，10岁时自办画展开始崭露头角，毕业于上海交通大学，1948年前往美国留学，1954年获得普林斯顿大学硕士学位，留校任教同时继续攻读博士，1958年博士毕业于普林斯顿大学。1959年和美国汉学家牟复礼共同创建美国首个中国艺术和考古方向博士项目。1970年至1973年担任普林斯顿大学艺术和考古系主任。他还担任普林斯顿大学艺术博物馆策展人和大都会艺术博物馆亚洲艺术首席顾问，1999年在服务45年后从普林斯顿大学退休。2004年至2007年在清华大学任教，2009年至2012年在浙江大学任教，倡议建立浙江大学艺术与考古博物馆并于2019年正式对外开放。
2018年10月3日因白血病在美国普林斯顿逝世，享年88岁。

## 荣誉
1992年被选为第十九届中央研究院院士。

## 家庭
妻子是唐志明，1950年代初在波士顿美术馆认识，他们有三个孩子，其中彼得患有偏狂型精神分裂症，2009年在旧金山一家寿司店杀死一名厨师，被判处故意杀人罪，2013年被送往精神病院生活。大舅子是美国华人金融家慈善家唐骝千。